# Nuxalks
Els nuxalks (també coneguts com a bella coola o bichula) són una tribu ameríndia a la vila de Bella Coola (Colúmbia Britànica (Canadà)), tot i que antigament era dividida en 30 viles (a l'alt Dean, als canals del Burke, i a la vall del Baix Bellacoola). Els majors parlen la llengua nuxalk (de la família salish).

## Demografia
El 1700 eren uns 5.000, però foren reduïts a 1.000 el 1850. El 1980 eren 700 individus, dels quals només 150 parlaven la llengua. El 1990 eren uns 1.100 individus. Segons dades del cens canadenc del 2000, a la reserva de la Nuxalk Nation (Colúmbia Britànica) hi havia 1.363 individus enregistrats.

## Costums

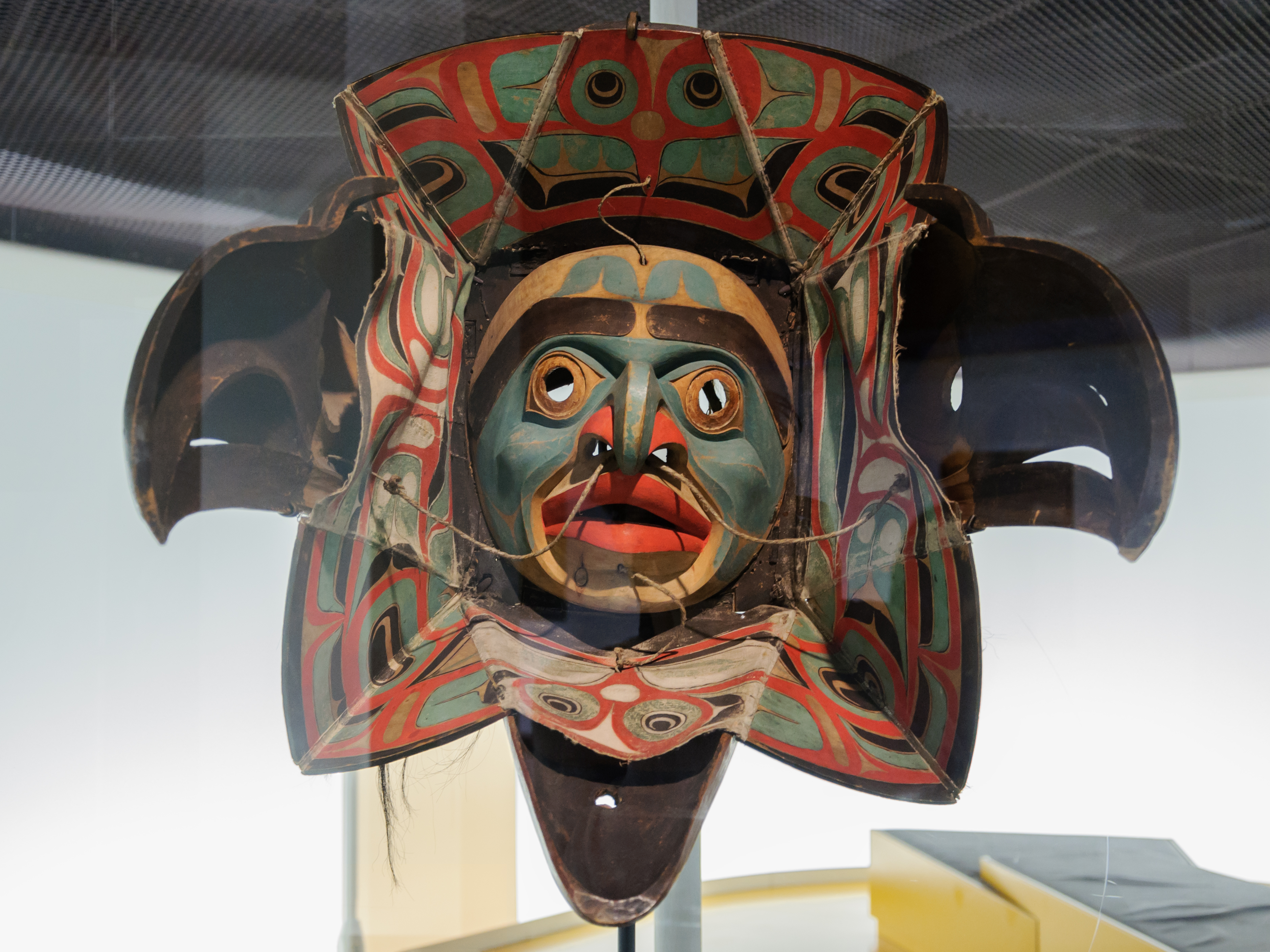
Màscara

Encara que la seva cultura material, cerimònies i mitologia recorden a la de llurs veïns hailtzuk o bellabella, la seva organització tribal és com la de les altres tribus bitterroot salish. El salmó és la seva principal font d'alimentació, però també recollien arrels i baies. Vivien en cases de planxes d'escorça de cedre multifamiliars formant viles. La vila, els habitants de la qual eren relacionats els uns amb els altres, és la unitat política més important. També funcionava com un cerimonial unit per danses.
Eren hàbils fusters, i fabricaven canoes, cases, caixes i pals totèmics molt espectaculars, com la resta de les tribus del nord-oest. També feien cistelles de cedre i matolls i màscares cerimonials, i recollien oli de peix.
Celebraven el potlacht en matrimonis, funerals, en atorgar noms i admissió en societats secretes. L'estatus social i el prestigi eren sostinguts per successius potlacht i la freqüent alçada o davallada del sistema de rangs depenia sobre manera de les habilitats de l'individu. Però no hi havia cohesió tribal formal. La riquesa era basada en prerrogatives tangibles i intangibles, com el dret d'ús de certs noms a les danses, i aquestes també podien ser distribuïdes en un potlacht. Pel que fa a la religió, tenien un panteó de divinitats ben desenvolupat.

## Història
Com les altres tribus del sud de la Colúmbia Britànica, patiren a l'arribada dels anglesos un fort procés de conquesta i aculturació que els arrabassà les terres. El 1871 el seu territori fou incorporat a la província de la Colúmbia Britànica, i la Federal Indian Act del 1876 els va expropiar la terra i els posà en una reserva, tot i que ells mai renunciaren. El 1884 provocaren alguns conflictes quan fou prohibit el potlacht, que fins al 1951 no fou permès novament.
El 1985 van obrir la primera escola en la seva llengua i lluitaren pel seu lloc sagrat a Ista (Fog Creek). Durant els anys 90 i 2000 han provocat diverses protestes pels drets de pesca del salmó que van dur a la presó alguns dels seus caps.